# Zhang Gaoquan
Zhang Gaoquan (张高泉, ur. 11 stycznia 1994) – chiński zapaśnik walczący w stylu klasycznym. Zajął piąte miejsce na igrzyskach azjatyckich w 2018. Brązowy medalista mistrzostw Azji w 2018 i 2019; piąty w 2016. Trzeci na MŚ U-23 w 2017 roku.
Absolwent Nanjing Institute of Physical Education w Nankin.